# Bohdan Paszkowski (profesor)

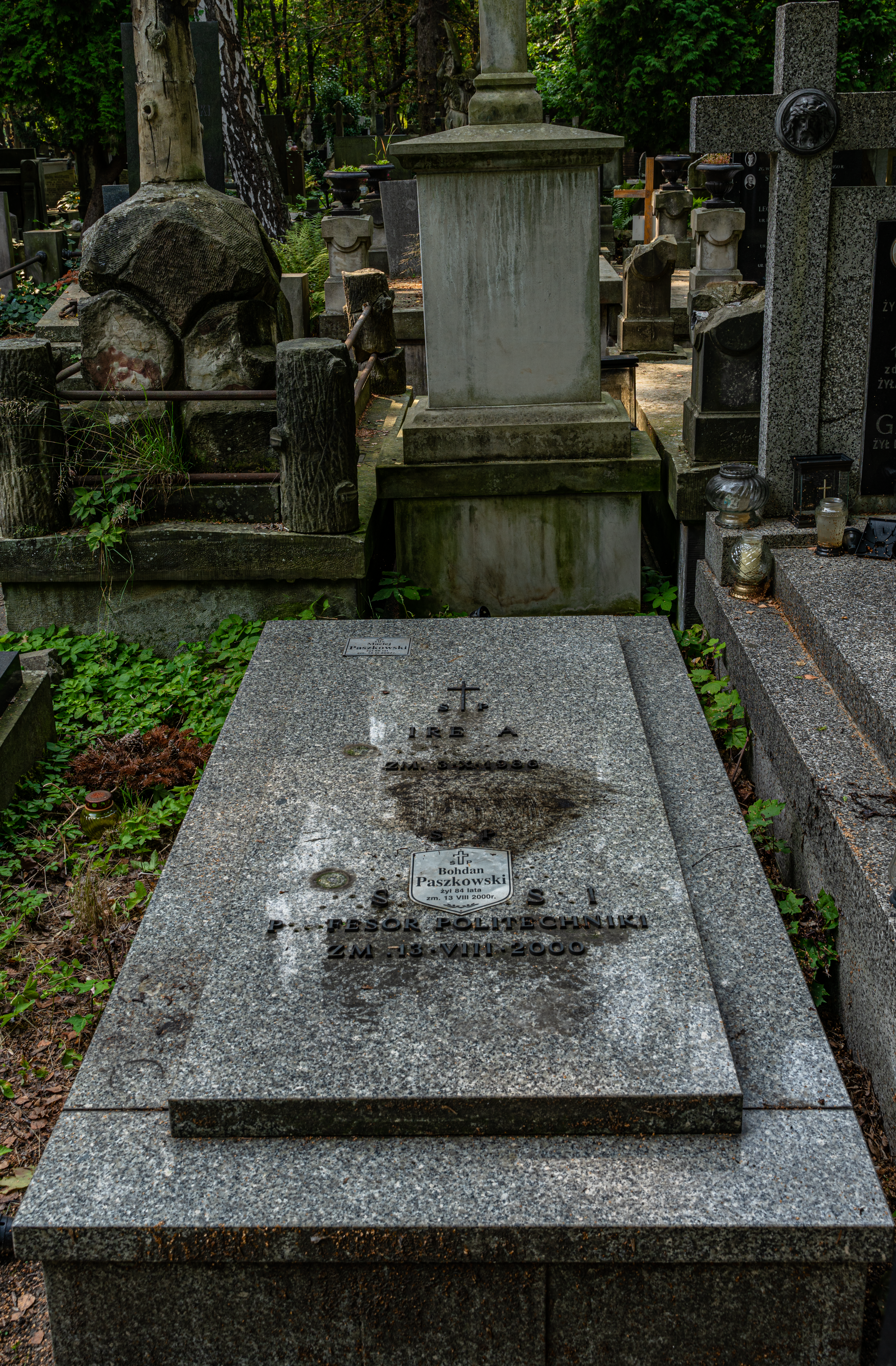
Grób Bohdana Paszkowskiego na cmentarzu Powązkowskim

Bohdan Paszkowski (ur. 28 marca 1916 w Lublinie, zm. 13 sierpnia 2000 w Warszawie) – polski naukowiec z zakresu elektroniki, profesor zwyczajny, członek rzeczywisty Polskiej Akademii Nauk, wychowawca wielu naukowców i inżynierów, promotor 30 prac doktorskich, opiniodawca ponad 100 rozpraw doktorskich i habilitacyjnych oraz wniosków o tytuł profesora.

## Życiorys
W 1933 ukończył prywatne gimnazjum im. Stefana Batorego i wyjechał do Warszawy, gdzie rozpoczął studia na Wydziale Matematyki i Fizyki Uniwersytetu Warszawskiego. Równocześnie studiował na Wydziale Elektrycznym Politechniki Warszawskiej. Od 1936 łączył naukę z pracą kreślarza w kierowanym przez prof. Jana Czochralskiego Instytucie Metalurgii i Metaloznawstwa. W 1937 zmienił miejsce zatrudnienia na Państwowe Zakłady Tele- i Radiotechniczne i pracował tam do wybuchu II wojny światowej, a następnie powrócił do rodzinnego miasta. Pracował jako elektryk w Lubelskich Zakładach Elektryfikacji, dla ruchu oporu montował urządzenia nadawczo-odbiorcze. Po wkroczeniu Armii Czerwonej powierzono mu funkcję zastępcy kierownika resortu Poczty, Telegrafu i Komunikacji, rok później ponownie wyjechał do Warszawy, gdzie został zatrudniony przez prof. Janusza Groszkowskiego w Katedrze Radiotechniki Politechniki Warszawskiej, równocześnie rozpoczął pracę w Zakładzie Elektroniki Z-3 w Państwowym Instytucie Telekomunikacyjnym (pracował tam do 1953). W 1946 uzyskał stopień inżyniera, w 1961 profesora nadzwyczajnego, a w 1969 profesora zwyczajnego, kierował Katedrą Przyrządów Elektronowych Politechniki Warszawskiej. Od 1953 przez pięć lat pracował w Zakładzie Elektroniki Instytutu Podstawowych Problemów Techniki Polskiej Akademii Nauk. W latach 1958-1963 był organizatorem i koordynatorem prac badawczych z zakresu całej elektroniki. Od 1963 był przewodniczącym zespołu problemowego "Elektronika Kwantowa", koordynującego prace krajowe z zakresu laserów i maserów. W 1965 został członkiem korespondentem Polskiej Akademii Nauk (PAN), w 1976 został członkiem rzeczywistym. W 1966 powierzono mu stanowisko dyrektora Instytutu Technologii Elektronowej PAN, instytut ten stworzył podstawową kadrę specjalistów rozwijających dzisiaj przemysł półprzewodnikowy w kraju. W 1970 został zastępcą dyrektora ds. naukowych Naukowo-Produkcyjnego Centrum Półprzewodników, w 1977 ponownie został pracownikiem Instytutu Technologii Elektronowej Politechniki Warszawskiej. W roku 1978 został mianowany dyrektorem Instytutu Fizyki na Wydziale Fizyki Technicznej i Matematyki Stosowanej Politechniki Warszawskiej i zajmował to stanowisko do 1986.
Bohdan Paszkowski był założycielem i redaktorem naczelnym czasopisma o międzynarodowym znaczeniu "Electron Technology" (od 1968) oraz członkiem redakcji "Elektroniki" (od 1960). Wieloletni doradca naukowy przemysłu elektronicznego oraz członek rad naukowych kilku Instytutów i organizacji przemysłowych. Prezes i honorowy członek Stowarzyszenia Elektryków Polskich. W 1986 Wojskowa Akademia Techniczna im. Jarosława Dąbrowskiego w Warszawie przyznała mu tytuł doktora honoris causa.
Spoczywa na cmentarzu Powązkowskim w Warszawie (kw. 45, rząd 3, grób 20).

## Odznaczenia
- Nagrody I stopnia Ministra Szkolnictwa Wyższego i Nauki (trzykrotnie w latach 1963–1970);
- Nagroda Ministra Obrony Narodowej (1975);
- Zespołowa Nagroda Państwowa II stopnia (1968);
- Krzyż Oficerski Orderu Odrodzenia Polski (1969);
- Krzyż Komandorski Orderu Odrodzenia Polski (1976);
- Order Sztandaru Pracy II klasy (1970);
- Order Sztandaru Pracy I klasy (1985);

Ponadto odznaki i medale resortowe i stowarzyszeniowe, m.in.:
- Medal Komisji Edukacji Narodowej (1984);
- Medal im. Bolesława Rumińskiego nadany przez Naczelną Organizację Techniczną,
- Złota Odznaka „Zasłużony dla Politechniki Warszawskiej” (1978).

## Publikacje
Autor licznych prac z dziedziny elektroniki i technologii elektronowej; jego artykuły były publikowane zarówno w polskich, jak i zagranicznych czasopismach.
- Lampy elektronowe (1953)
- Optyka elektronowa (1960)
- Włókna światłowodowe (1978
- Electronic  Universal, Vademecum (Pergamon Press, London i McMillan, New York, 1964),
- Electron Optics (Iliffe, London i Am. Elsevier, New York, 1968)
- Technika i społeczeństwo XXI wieku
- Setna rocznica urodzin Profesora Janusza Groszkowskiego
- Janusz Groszkowski w Wojsku Polskim
- Świat z perspektywy ELTE-80 (współautor A. Hałas);
- Profesor Jan Czochralski (współautor A. Jeleński)
- Poradnik inżyniera elektronika (redaktor) (1971)
- Elektronika jako nowa dyscyplina naukowa (1977)